# ペッカリー
ペッカリー（西: pecarí、英: Peccary、学名：Tayassuidae）は、鯨偶蹄目ペッカリー科に属する哺乳類の総称。ペッカリー科の現生種はクチジロペッカリー、クビワペッカリー、チャコペッカリーの3種からなる。ペカリーとも呼ばれる。また、スペイン語ではハベリーナ (javelina) とも呼ばれる。別名ヘソイノシシ。

## 概要
ペッカリー科は、始新世の北アメリカ大陸に出現し、後の鮮新世後期に南アメリカ大陸に進出した。また、この科は3つの種からなり、それらの種は数多くの亜種から構成される。外見的にイノシシに近く、イノシシ科よりは小さい。

## 分布域
ペッカリー科はおそらく始新世後期の北アメリカで出現したと推測され（後述するように化石記録自体は漸新世までしか遡れていない）、後に、鮮新世にできたパナマ地峡を使い、鮮新世後期に南アメリカに分布を広げたと考えられている。また、これらは始新世以降、アジアやヨーロッパ、アフリカにまで分布を広げたとかつては考えられていたが、それらはイノシシ科もしくはイノシシ上科の科未定に属する種であったと考えられている。現在、人為的に持ち込まれたイノシシ科が新大陸において繁殖、ペッカリーの分布を脅かしつつある。

## 進化史
漸新世の北アメリカに既知で最古のペッカリー、ペルコエルスが現れ、以降中新世から鮮新世にかけて適応放散していく。この時現れた系統は大きく二つに分けられる。一つはプロステノプスに代表される長い頭骨と張り出た頬骨弓を特徴とするものである。この系統は一時期繁栄したものの、更新世で途絶えている。もう一つは現生群を含むもので、頭骨の高さがあり、前後に短く横稜線をもつ大臼歯を特徴とする。更新世にはこの系統のプラティゴヌスなどがパナマ地峡を超えて南アメリカ大陸に侵入、分布をひろげている。

## 形態
成体では体長75から112cm、尾の長さは1.5から10cm、体重は14から40kgほどと、姉妹群のイノシシ科より少し小さい。全体の印象としてイノシシ科に似るが、四肢は長めで肢端の指が二本になるなどより走行に適した形態となっている。頭骨はイノシシ科に比べてやや短くて高さがある。犬歯は湾曲せずに伸び、大臼歯の形も比較的単純である。また、雑食性哺乳類の典型的な歯の形（ブノドント）を保っている。歯の数は40と、真獣類の基本の歯の数より4本少ない。軟組織の特徴は、背中に臭腺があることが挙げられる。

## 生態

### ヘソイノシシ
日本ではペッカリーを「ヘソイノシシ」とも称するが、それは、ペッカリーの背中にへそのような構造物が見られるからである。ただしこれは実際には、一種の臭腺で、臭いを出すことによって仲間同士の意思疎通を図っている。彼らは少ないときは5頭、多いときには100頭を越す群れを形成するが、群れのリーダーのような制度はなく、この臭腺を使うことで協調性を高めている。

### サクリファイス
ペッカリーの群れがジャガーなどの捕食者に襲われた場合、群れの中の1頭が捕食者へ向かっていき、残りの者は逃走する。リチャード・ドーキンスの利己的遺伝子説によって説明される動物行動のひとつと考えられている。

## 利用
革製品の材料として有名で、毎年10万頭以上の野生のペッカリーが捕獲されている。

## 分類

### 上位分類
- 脊索動物門 Chordata
  - 脊椎動物門 Vertebrata
    - 哺乳綱 Mamalia
      - ローラシア獣上目 Laurasiatheria
        - 偶蹄目 Artiodactyla
          - 猪豚亜目 Suina
            - イノシシ上科 Suoidea
              - ペッカリー科 Tayassuidae

### 下位分類
以下の分類は川田ら(2018)に従う。
- ペッカリー科 Tayassuidae
  - Catagonus　チャコペッカリー属
    - wagneri　チャコペッカリー

  - Pecariクビワペッカリー属 
    - tajacu　クビワペッカリー

  - Tayassu　クチジロペッカリー属 
    - pecari　クチジロペッカリー